# Jayne Torvill
Jayne Torvill (7 ottobre 1957) è una pattinatrice artistica su ghiaccio britannica, specializzata nel pattinaggio artistico su ghiaccio a coppie e nella danza su ghiaccio.
Ha vinto due medaglie olimpiche nel pattinaggio di figura. In particolare ha vinto la medaglia d'oro olimpica nella danza su ghiaccio alle Olimpiadi invernali 1984 svoltesi a Sarajevo in coppia con Christopher Dean e la medaglia di bronzo olimpica nel danza sul ghiaccio alle Olimpiadi invernali 1994 tenutesi ad Lillehammer, anche in quest'occasione con Christopher Dean.

## Biografia
Jayne Torvill è nata a Nottingham il 7 ottobre 1957. È affetta dall'asma.
Ha iniziato la sua carriera pattinando in coppia insieme a Michael Hutchison. Insieme a lui ha vinto il Campionato nazionale britannico nella categoria junior e nella categoria senior. Dopo che la coppia si era sciolta Janet Sawbridge le ha suggerito di passare alla danza su ghiaccio e di formare una nuova coppia con Christopher Dean, che sarebbe rimasto il suo partner per il resto della carriera.
Torvill/Dean hanno vinto per la prima volta il titolo nazionale nel 1978 e si sono classificati undicesimi alla loro prima partecipazione mondiale. Nel 1980 la coppia ha partecipato per la prima volta alle Olimpiadi. Poco tempo dopo hanno iniziato ad allenarsi con Betty Callaway. Durante la sua carriera agonistica Torvill ha lavorato come impiegata in una compagnia di assicurazioni.
Nel 1981 e nel 1982 i pattinatori hanno vinto i campionati europei e mondiali. Nel 1983 si sono ritirati dal Campionato europeo a causa di un infortunio, ma nel successivo Campionato mondiale hanno vinto il titolo per la terza volta ottenendo per l'interpretazione artistica del loro Barnum il voto di 6.0 da tutti e nove i giudici, un'unanimità di giudizi che non ha precedenti.
Nel 1984 per la danza libera i pattinatori hanno scelto di interpretare il Boléro di Maurice Ravel. Nonostante tutti i loro sforzi per accorciare il brano musicale e adattarlo alla lunghezza massima di un programma di gara senza snaturarlo, ciò che Torvill e Dean sono riusciti a fare è stato un brano troppo lungo di 18 secondi. Visto che secondo il regolamento la lunghezza della musica veniva calcolata dal momento in cui i pattinatori iniziavano effettivamente a pattinare, per i primi 18 secondi la coppia è rimasta in ginocchio sul ghiaccio compiendo movimenti coreografici con il resto del corpo, scelta che ha ritardato l'avvio del cronometro ufficiale. Ai Giochi olimpici del 1984 l'interpretazione gli è valsa un totale di dodici 6.0, nove dei quali per l'interpretazione artistica. Quattro settimane più tardi, a Ottawa nella gara che gli è valsa il loro quarto titolo mondiale, i 6.0 sono diventati tredici. 
Dopo i successi del 1984 Torvill e Dean sono passati al professionismo. Nel settembre del 1990 Torvill si è sposata con Phil Christensen, un tecnico del tour itinerante di show di Phil Collins. La coppia ha avuto due figli.
Nel 1994 Torvill e Dean sono tornati brevemente a gareggiare, vincendo il loro quarto oro europeo e un bronzo ai Giochi olimpici. Nel 2024, dopo cinquant'anni trascorsi a pattinare insieme, i pattinatori hanno lasciato anche il mondo delle esibizioni.

## Palmarès

### Coppie con Michael Hutchinson
| Internazionali        | Internazionali | Internazionali | Internazionali |
| Evento                | 1970-71        | 1971-72        | 1972-73        |
| --------------------- | -------------- | -------------- | -------------- |
| Campionati europei    |                | 18°            |                |
| Nazionali             |                |                |                |
| Campionati britannici | 2°             | 1°             | 2°             |

### Danza con Dean
| Evento                     | 1975–76 | 1976–77 | 1977–78 | 1978–79 | 1979–80 | 1980–81 | 1981–82 | 1982–83 | 1983–84 | 1993–94 |
| -------------------------- | ------- | ------- | ------- | ------- | ------- | ------- | ------- | ------- | ------- | ------- |
| Giochi olimpici invernali  |         |         |         |         | 5°      |         |         |         | 1°      | 3°      |
| Campionati mondiali        |         |         | 11°     | 8°      | 4°      | 1°      | 1°      | 1°      | 1°      |         |
| Campionati europei         |         |         | 9°      | 6°      | 4°      | 1°      | 1°      | R       | 1°      | 1°      |
| Campionati britannici      |         | 4°      | 3°      | 1°      | 1°      | 1°      | 1°      | 1°      | 1°      | 1°      |
| NHK Trophy                 |         |         |         |         | 2°      |         |         |         |         |         |
| St Ivel International      |         |         |         |         |         | 1°      | 1°      |         |         |         |
| Oberstdorf                 |         | 2°      | 1°      |         |         |         |         |         |         |         |
| St Gervais                 |         | 1°      |         |         |         |         |         |         |         |         |
| Morzine Trophy             |         |         |         | 2°      |         |         |         |         |         |         |
| John Davis Trophy          |         |         | 1°      |         |         |         |         |         |         |         |
| Sheffield Trophy           |         | 1°      |         |         |         |         |         |         |         |         |
| Rotary Watches Competition |         |         |         | 2°      |         |         |         |         |         |         |
| Northern Championships     | 1°      |         |         |         |         |         |         |         |         |         |
| R = Ritirati               |         |         |         |         |         |         |         |         |         |         |

### Risultati professionisti con Dean
| Evento                              | 1984 | 1985 | 1990 | 1994 | 1995 | 1996 |
| ----------------------------------- | ---- | ---- | ---- | ---- | ---- | ---- |
| Campionato del mondo professionisti | 1°   | 1°   | 1°   |      | 1°   | 1°   |
| Challenge of Champions              |      |      | 1°   |      | 1°   | 1°   |
| World Team Championship             |      |      |      | 3°   | 1°   | 1°   |